# 阿斯圖萬薩爾米岩畫
阿斯圖萬薩爾米岩畫（芬蘭語：Astuvansalmen kalliomaalaukset）位於芬蘭南薩沃尼亞區米凱利里斯蒂納的約韋西湖畔，是塞馬湖的子湖。該地區約有70幅位在基岩上的岩畫，其高於湖水面7.7至11.8公尺，因沃克西河等河流的形成使最初的湖水位逐漸降至現今高度，而導致基岩的裸露，作畫時間約在西元前3,800－2,200年。阿斯圖萬薩爾米也是芬蘭90多個岩畫場中規模最大的一個。
阿斯圖萬薩爾米岩畫於1990年1月10日被芬蘭國家古蹟委員會（今芬蘭遺產局）列入世界遺產的預備名單。

### 來源
1. 1 2  . UNESCO World Heritage Centre.   [2019-11-24]. （原始内容存档于2019-09-13） （英语）.

### 書籍
- Hannele, Wirilander. . Pieksämäki: Ristiinan kunta. 1989: 18–20、23、31–34. ISBN 9789519512402 （芬兰语）.